# 8-prenilnaringenina
8-prenilnaringenina (8-PN) é um prenilflavonoide. É encontrado no lúpulo.

## Propriedades
Em um estudo de in vitro, 8-prenilnaringenina tem propriedades anticarcinogénica. E previne a perda da densidade óssea.

### Estrogênico
É o mais potente fitoestrógeno conhecido. Tem chamado atenção na terapia de substituição de hormônio.
8-prenylnaringenin interage fortemente com receptor de estrogénio alfa a uma fração da potência de estradiol.
Em um estudo de laboratório, ativou a proliferação de células mamárias.